# Un cinese a Scotland Yard
Un cinese a Scotland Yard (The Chinese Detective) è una serie televisiva britannica in 14 episodi trasmessi per la prima volta nel corso di 2 stagioni dal 1981 al 1982.
È una serie poliziesca ambientata a Londra e incentrata sui casi affrontati da un detective di origini cinesi. Un cinese a Scotland Yard è stato il primo dramma televisivo britannico con protagonista un britannico-cinese. 

## Trama
Londra. John Ho è un detective venticinquenne di origini cinesi che affronta vari casi nel distretto di Limehouse. Ho è una sorta di cane sciolto che spesso utilizza metodi poco ortodossi per risolvere i crimini. Il suo superiore, il detective Berwic, spesso fa visita a suo padre Joe nel suo ristorante.

## Personaggi e interpreti
- Detective Sergente John Ho (14 episodi, 1981-1982), interpretato da David Yip.
- Ezra (7 episodi, 1981-1982), interpretato da Larrington Walker.
- Detective Berwick (5 episodi, 1981-1982), interpretato da Derek Martin.
- Detective Sergente Donald Chegwyn (5 episodi, 1981-1982), interpretato da Arthur Kelly.
- Detective Chief Supt. Halsey (4 episodi, 1981-1982), interpretato da John Bott.
- Dottor David Li (4 episodi, 1982), interpretato da Richard Rees.
- Joe Ho (3 episodi, 1981), interpretato da Robert Lee.
- Mr. Hong (2 episodi, 1981), interpretato da Vincent Wong.
- Roy Kinnock (2 episodi, 1981), interpretato da John Judd.
- Sandra Beatty (2 episodi, 1981), interpretata da Helen Keating.

### Guest star
Tra le guest star: Lucienne Camille, Tony Melody, Pamela Manson, Linda Marlowe, Ishia Bennison, Ron Emslie, Harold Reese, Paul Antrim, Edward Hardwicke, Troy Foster, John Rowe, Anna Wing, Patrick Malahide, David Auker, Helen Gold, Eugene Geasley, Rosemary Smith, Chris Webb, Sam Cox, Peter Dean, John Graham, Dicken Ashworth, Nicholas McArdle, Lee Montague.

## Produzione
La serie, ideata da Ian Kennedy Martin, fu prodotta da British Broadcasting Corporation e girata a Londra in Inghilterra. Le musiche furono composte da Harry South.

### Registi
Tra i registi della serie sono accreditati:
- Ian Toynton in 4 episodi (1981-1982)
- Tom Clegg in 2 episodi (1981)
- Terry Green in 2 episodi (1981)

### Sceneggiatori
Tra gli sceneggiatori della serie sono accreditati:
- Ian Kennedy Martin in 12 episodi (1981-1982)
- Edward Boyd in 2 episodi (1982)

## Distribuzione
La serie fu trasmessa nel Regno Unito dal 30 aprile 1981 al 5 novembre 1982 sulla rete televisiva BBC. In Italia è stata trasmessa con il titolo Un cinese a Scotland Yard.

## Episodi
| Stagione         | Episodi | Prima TV UK |
| ---------------- | ------- | ----------- |
| Prima stagione   | 6       | 1981        |
| Seconda stagione | 8       | 1982        |